# Будоар
Будоар (на френски: boudoir) е малка стая в жилището, най-често между трапезарията и спалнята, предназначена за преобличане и правене на тоалета на жената.
Маркиз дьо Сад (1740-1814) спомага изключително много за развитието и увеличаването на популярността на тази малка стая като символ на интимните преживявания в личния живот на жената. След успеха на книгата му „Философия в будоара“ (La Philosophie dans le boudoir), публикувана през 1795 година, будоарът придобива не много добра слава.
Думата будоар идва от френския глагол „bouder“, което означава намусен съм, сърдя се, имам зли намерения.
В по-късни периоди будоарът служи за рисуване, бродерия или усамотени интимни отношения.